# Louise-Christine de Savoie-Carignan
La princesse Louise-Christine de Savoie-Carignan, née à Paris le 1er août 1627 et morte à Paris le 7 juillet 1689, est la fille de  Thomas François de Savoie, prince de Carignan (21 décembre 1596 – 2 janvier 1656, auteur de la branche de Carignan qui accède au trône en 1831 en la personne du roi Charles-Albert de Sardaigne) et de Marie de Bourbon-Condé, comtesse de Soissons (3 mai 1606 – 3 juin 1692). Son frère, Eugène-Maurice de Savoie-Carignan, comte de Soissons, est le père du prince Eugène.

## Biographie
Par l’entremise du cardinal Mazarin agissant pour le compte du jeune roi Louis XIV (1638-1715), Louise-Christine de Savoie épouse le 15 mars 1653 à Paris (en l’église Saint-Eustache , proche de l’hôtel de Soissons appartenant à la famille de la mariée) le margrave Ferdinand-Maximilien de Bade-Bade (1625-1669). Cette intervention matrimoniale intervient en une période (depuis le traité de Cherasco de 1631 passé entre Louis XIII (1601-1643) et Victor-Amédée Ier de Savoie (1587-1637) notamment) où la monarchie française et les princes de Savoie-Piémont sont en paix.
Elle est la mère du margrave Louis-Guillaume de Bade-Bade (1655-1707). 
Une remarque irréfléchie mais offensante du prince Ferdinand Maximilian sur Louise-Christine, lequel restait fortement sous l’influence de sa mère, amène à la rupture entre les deux époux. Ferdinand Maximilian doit ainsi, sans son épouse, revenir de Paris dans son lointain pays de Bade natal. Louise-Christine de Savoie, pour sa part, n'a aucune envie de quitter la brillante cour de Versailles. Aussi Ferdinand Maximilian fait-il enlever et emmener son fils, né à Paris vers Baden-Baden. Le jeune Louis-Guillaume grandit donc sans sa mère, dont la place est tenue par la seconde femme de son grand-père paternel, la comtesse Marie-Madeleine d'Öttingen.
À sa mort, son corps est déposé dans le tombeau familial de l'église de la chartreuse Notre-Dame de Bonne-Espérance, proche de Gaillon.